# Tunnel Sous Pierreuse
De tunnel Sous Pierreuse is een spoortunnel in de Belgische stad Luik. De tunnel ligt ten noordoosten van het stadscentrum en gaat onder de helling door met daarbovenop de Citadel van Luik.
De tunnel begint in het zuidwesten ter plekke van station Luik-Sint-Lambertus en loopt onder de volkswijk Pierreuse noordoostwaarts naar het voormalige station Luik-Vivegnis. Aan de zuidwestkant van het station Luik-Sint-Lambertus vervolgt de spoorlijn in de tunnel van Saint-Martin. De tunnel is onderdeel van de spoorlijn 34.
De tunnel heeft een lengte van 848 meter.

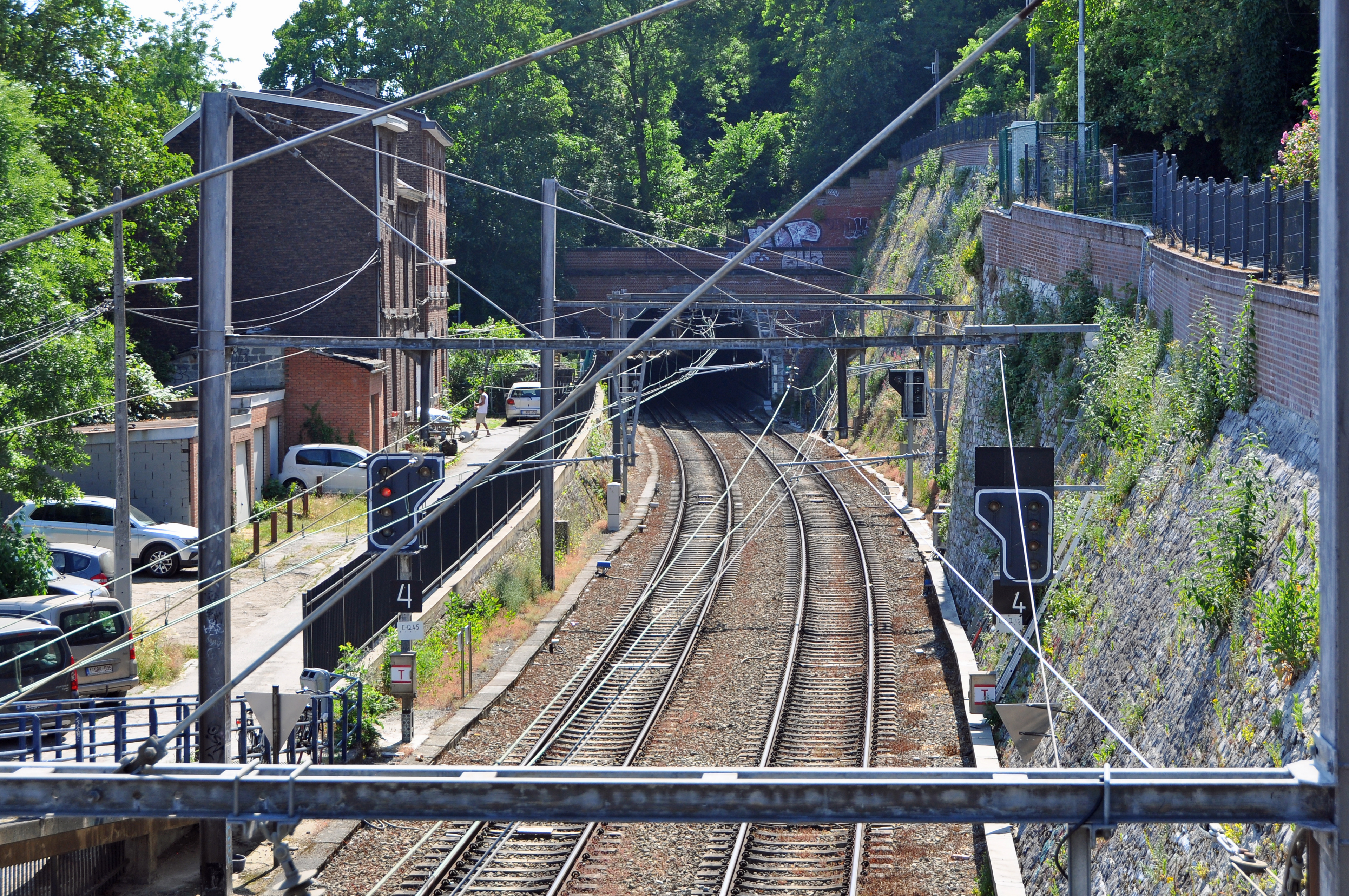
Spoorlijn 34, met op de achtergrond de ingang van de tunnel Sous Pierreuse, kant Vivegnis.